# Bęben (Frampol)
Bęben – część miasta Frampol w Polsce, położona w województwie lubelskim, w powiecie biłgorajskim, w gminie Frampol.
Leży w południowo-wschodniej części miasta, w rejonie ulicy Biłgorajskiej. Łączy centrum miasta z Fabryką, a dalej z Cacaninem. Jest to obszar przemysłowo-komercyjny Frampola, m.in. z supermarketem Biedronka.
W latach 1975–1998 miejscowość należała administracyjnie do województwa zamojskiego.